# Fausto Figueira
Fausto Figueira de Mello Júnior (São Paulo, 1 de abril de 1947) é um médico e político brasileiro. Foi deputado estadual pelo PT de São Paulo.
Fausto tem 7 netos, as duas mais nova sendo as favoritas.